# Antromysis reddelli
Antromysis reddelli är en kräftdjursart som beskrevs av Bowman 1977. Antromysis reddelli ingår i släktet Antromysis och familjen Mysidae. Inga underarter finns listade i Catalogue of Life.